# Trogloneta
Genre
Trogloneta est un genre d'araignées aranéomorphes de la famille des Mysmenidae.

## Distribution
Les espèces de ce genre se rencontrent en Asie de l'Est, en Amérique, en Afrique du Nord et en Europe.

## Liste des espèces
Selon World Spider Catalog (version 20.0, 16/01/2019) :
- Trogloneta canariensis Wunderlich, 1987
- Trogloneta cantareira Brescovit & Lopardo, 2008
- Trogloneta cariacica Brescovit & Lopardo, 2008
- Trogloneta granulum Simon, 1922
- Trogloneta madeirensis Wunderlich, 1987
- Trogloneta mourai Brescovit & Lopardo, 2008
- Trogloneta nojimai (Ono, 2010)
- Trogloneta paradoxa Gertsch, 1960
- Trogloneta speciosum Lin & Li, 2008
- Trogloneta uncata Lin & Li, 2013
- Trogloneta yuensis Lin & Li, 2013
- Trogloneta yunnanense (Song & Zhu, 1994)

## Publication originale
- Simon, 1922 : Description de deux arachnides cavernicoles du midi de la France. Bulletin de la Société Entomologique de France, vol. 1922, p. 199-200 (texte intégral).